# Ranunculus crateris
Ranunculus crateris är en ranunkelväxtart som beskrevs av Peter Hadland Davis. Ranunculus crateris ingår i släktet ranunkler, och familjen ranunkelväxter. Inga underarter finns listade i Catalogue of Life.